# Алексеенко, Василий Лаврентьевич
Василий Лаврентьевич Алексеенко (11 января 1900 года, с. Новопокровка, Владиславская волость, Феодосийский уезд, Таврическая губерния — 18 февраля 1984 года, Москва) — советский военный деятель, генерал-майор (22 февраля 1944 года).

## Начальная биография
Василий Лаврентьевич Алексеенко родился 11 января 1900 года в селе Новопокровка ныне Кировского района Республики Крым.

## Военная служба

### Гражданская войны
В апреле 1919 года призван в ряды РККА и направлен в заградительный отряд тов. Кулакова (Крымская советская армия), после чего принимал участие в боевых действиях против войск под командованием А. И. Деникина в районе Севастополя и ст. Граматиково. С июля красноармейцем и командиром отделения служил в конной разведке 522-го стрелкового полка (58-я стрелковая дивизия, Южный фронт) и принимал участие в боевых действиях в боевых действиях против войск А. И. Деникина и С. Петлюры в районе городов Николаев, Вознесенск, Умань, Васильков и Киев.
С февраля 1920 года Алексеенко находился в команде выздоравливающих после болезни, дислоцированной в Мелитополе. В мае того же года назначен на должность командира отделения в составе кавалерийского эскадрона (42-я стрелковая дивизия), после чего принимал участие в боевых действиях против войск под командованием П. Н. Врангеля и Н. И. Махно в районах Большой Токмак, Пологи, Гуляйполе и Орехов.

### Межвоенное время
С весны 1921 года служил в 32-м кавалерийском полку в составе 18-й кавалерийской дивизии, а после расформирования последней был переведён в 3-ю Крымскую кавалерийскую дивизию.
В августе 1922 года Алексеенко был направлен на учёбу в Киевскую объединённую пехотную школу имени С. С. Каменева, после окончания которой в августе 1925 года был назначен на должность командира взвода в составе 43-го стрелкового полка (15-я стрелковая дивизия). В том же году вступил в ряды ВКП(б).
В октябре 1927 года направлен на учёбу на военно-политические курсы при Киевской объединённой школе (Украинский военный округ), после окончания которых в июле 1928 года направлен в 240-й стрелковый полк (80-я стрелковая дивизия), где служил на должностях политрука, командира роты и батальона.
В январе 1935 года был направлен на учёбу на курсы усовершенствования по разведке в Москве, после окончания которых в ноябре того же года назначен на должность командира разведывательного батальона и автобатальона подвоза, а в июне 1938 года — на должность командира 314-го стрелкового полка (46-я стрелковая дивизия, Киевский военный округ).
В 1939 году обучался на курсах подготовки комсостава «Выстрел».

### Великая Отечественная война
С началом войны В. Л. Алексеенко находился на прежней должности, однако уже в июле 1941 года был назначен на должность командира 896-го стрелкового полка в составе 211-й стрелковой дивизии, формировавшейся в Московском военном округе. В августе дивизия после включения в состав 43-й армии дивизия заняла оборону южнее Ельни по реке Десна и вскоре приняла участие в боевых действиях в ходе Смоленской и Вяземской оборонительных операций. В ходе последней дивизия попала в окружение, была разгромлена, а личный состав отдельными группами выходил из кольца. В октябре подполковник В. Л. Алексеенко был госпитализирован в связи с болезнью.
После выздоровления в декабре 1941 года назначен на должность командира 1316-го стрелкового полка (17-я стрелковая дивизия), который принимал участие в контрнаступлении под Москвой и Ржевско-Вяземской операции, а с апреля 1942 года вёл оборонительные боевые действия по реке Воря у города Медынь.
В январе 1943 года полковник Алексеенко назначен на должность командира 17-го гвардейского стрелкового полка (5-я гвардейская стрелковая дивизия), которая принимала участие в наступательных боевых действиях в ходе Ржевско-Вяземской операции и освобождении Вязьмы.
В июне 1943 года назначен на должность командира 371-й стрелковой дивизии, которая вскоре принимала участие в боевых действиях в ходе Смоленской, Витебско-Оршанской и Вильнюсской наступательных операций, а также в освобождении Смоленска, Витебска и Вильнюса. За мужество и героизм, проявленные в этих операциях, дивизия получила почётное наименование «Витебская».
В декабре 1944 года генерал-майор В. Л. Алексеенко направлен на учёбу в Высшую военную академию имени К. Е. Ворошилова.

### Послевоенная карьера
После окончания академии в феврале 1946 года назначен на должность командира 90-й стрелковой дивизии (Группа советских войск в Германии), в августе того же года — на должность начальника Управления окружной военной комендатуры Берлинского округа провинции Бранденбург, в сентябре 1947 года — на должность командира 25-й Севской стрелковой бригады, а в мае 1949 года — на должность заместителя командира по тылу 20-го гвардейского стрелкового корпуса (Киевский военный округ).
Генерал-майор Василий Лаврентьевич Алексеенко в сентябре 1950 года вышел в запас. Умер 18 февраля 1984 года в Москве. Похоронен на Кунцевском кладбище.

## Награды
- Два ордена Ленина (21.02.1945, 29.06.1945);
- Три ордена Красного Знамени (18.09.1943, 28.09.1943, 03.11.1944);
- Орден Суворова 2 степени (04.07.1944);
- Орден Красной Звезды (20.02.1942);
- Медали.

## Память
- Имя воина увековечено в Главном Храме Вооружённых сил России, и навсегда запечатлено на мемориале «Дорога памяти» [4]